# خویشاوندی هم‌نیایی
خویشاوندی هم‌نیایی یا در فرهنگ فارسی‌زبانان، رابطه پسر عمو، دختر عمو، پسر دایی، دختر دایی، پسر عمه، دختر عمه، پسر خاله و دختر خاله و فرزندان آنها ، نوعی رابطه خویشاوندی است که بین افرادی با جد یا نیای مشترک، برقرار است. در زبان انگلیسی برای عمو، عمه، خاله و دایی زادگان Cousin (کازین) می‌گویند. 
برابر فارسی آن هم‌نیا یا بوله است که امروز در ایران فراموش شده اما در افغانستان و تاجیکستان استفاده می‌شود.